# Corgoloin
Corgoloin ist eine französische Gemeinde mit 968 Einwohnern (Stand 1. Januar 2022) im Département Côte-d’Or in der Region Bourgogne-Franche-Comté (Bourgogne).

## Geographie
Corgoloin ist die südlichste Gemeinde der Côte de Nuits. Sie liegt neun Kilometer nordöstlich von Beaune und zwei Kilometer südwestlich von Comblanchien, zwischen der Autoroute A31 und der Route nationale 74. Zu Corgoloin gehören die Weiler Cussigny, Moux und La Chaume. Der Haltepunkt Corgoloin liegt an der Bahnstrecke Paris–Marseille.

## Geschichte
Die Gegend um Corgoloin war schon in gallo-römischer Zeit besiedelt. 1820 wurden bei Ausgrabungen gallo-römische Artefakte gefunden.

### Bevölkerungsentwicklung
| Jahr                       | 1962 | 1968 | 1975 | 1982 | 1990 | 1999 | 2010 | 2021 |
| Einwohner                  | 962  | 977  | 951  | 854  | 893  | 900  | 921  | 954  |
| Quellen: Cassini und INSEE |      |      |      |      |      |      |      |      |

## Sehenswürdigkeiten
Das Schloss Cussigny stammt aus der ersten Hälfte des 18. Jahrhunderts. Es ist in das Zusatzverzeichnis (inventaire supplémentaire) der Monuments historiques eingetragen (inscrit MH). Zu dem Schloss gehört ein Park und ein Garten.
Die Kirche Saint-Pierre stammt aus dem 13. Jahrhundert und ist ebenfalls in das Zusatzverzeichnis der Monuments historiques eingetragen.
Das Herrenhaus Manoir de Moux stammt aus der zweiten Hälfte des 15. Jahrhunderts und ist inscrit MH. Es befindet sich im Privatbesitz.
Das Schloss Château de la Chaume stammt aus dem 18. Jahrhundert und befindet sich im Privatbesitz.

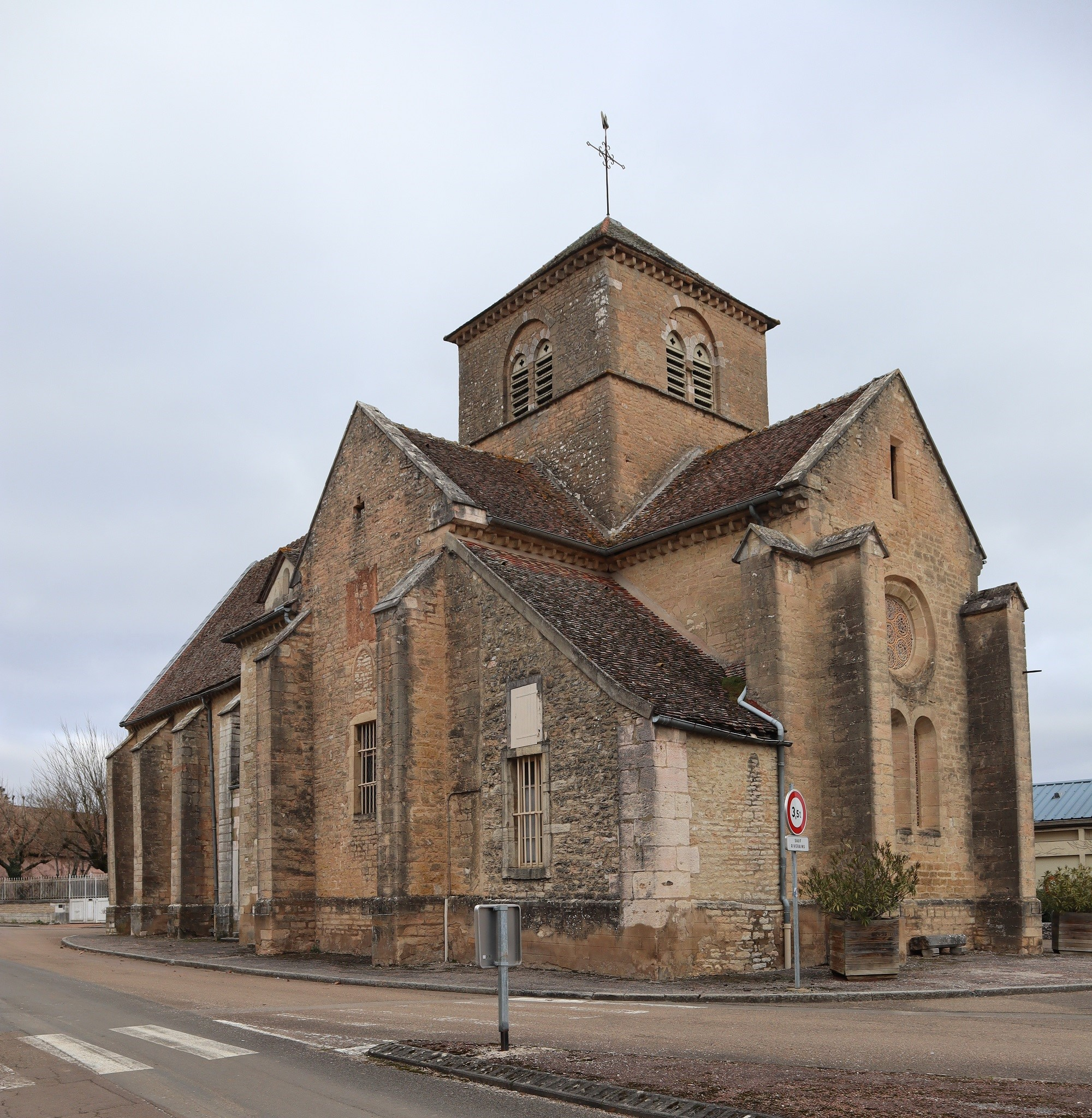
Kirche Saint-Pierre
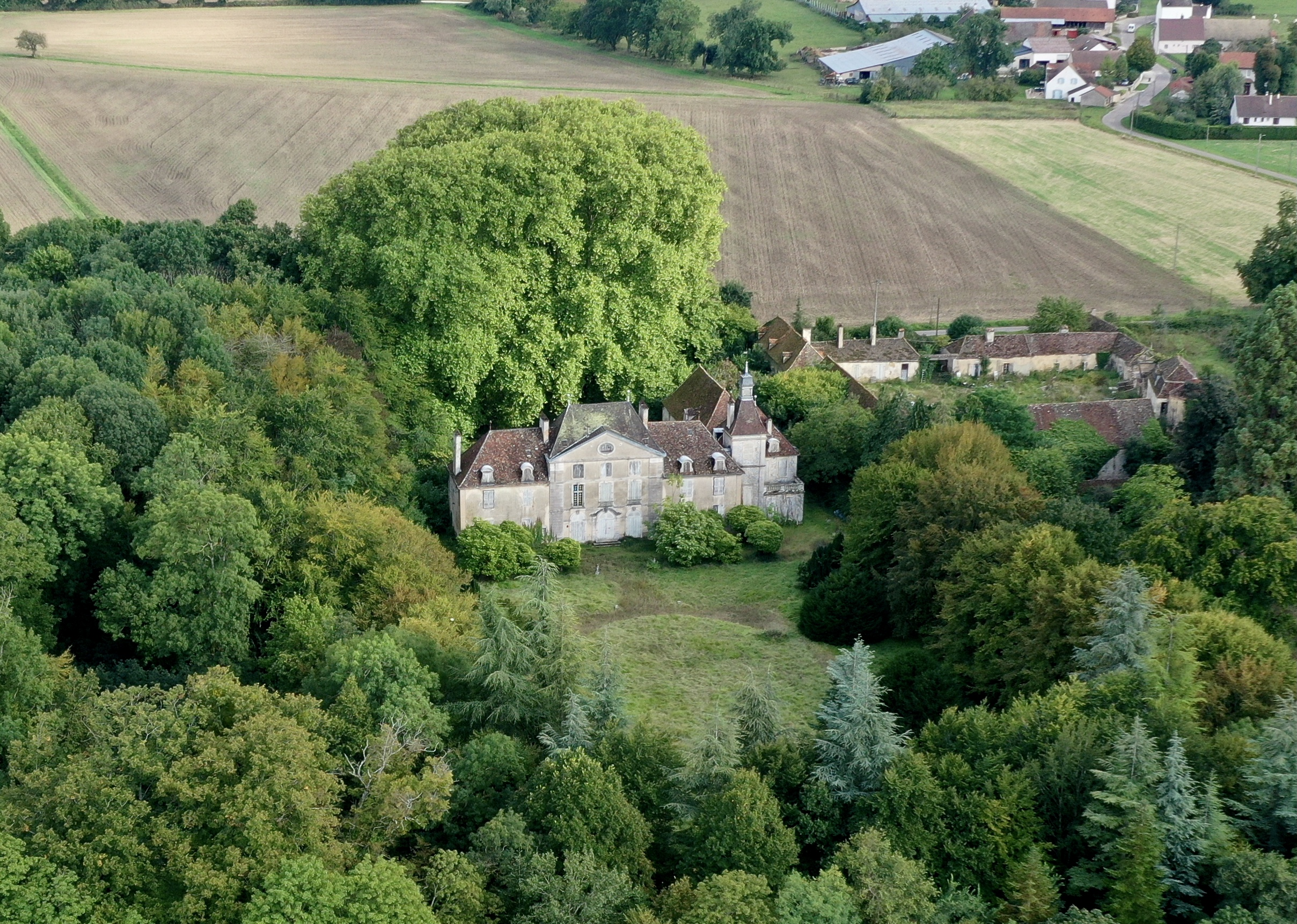
Schloss Cussigny
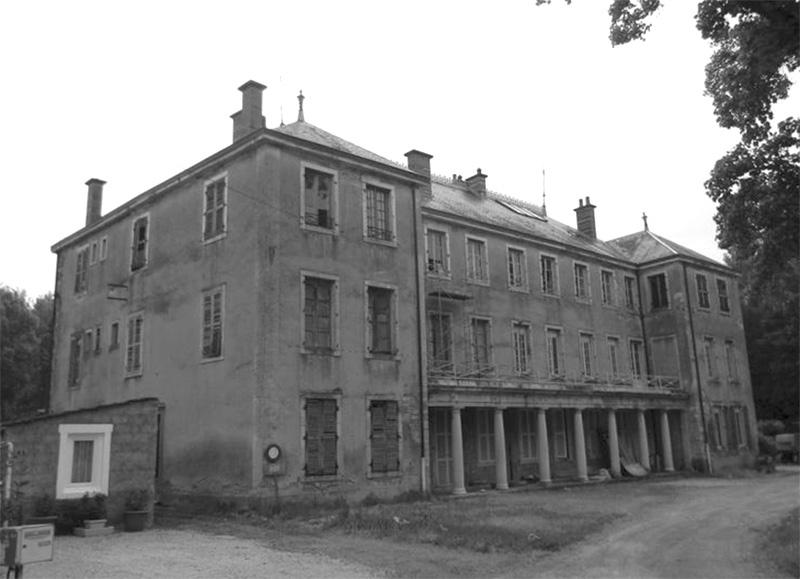
Schloss La Chaume
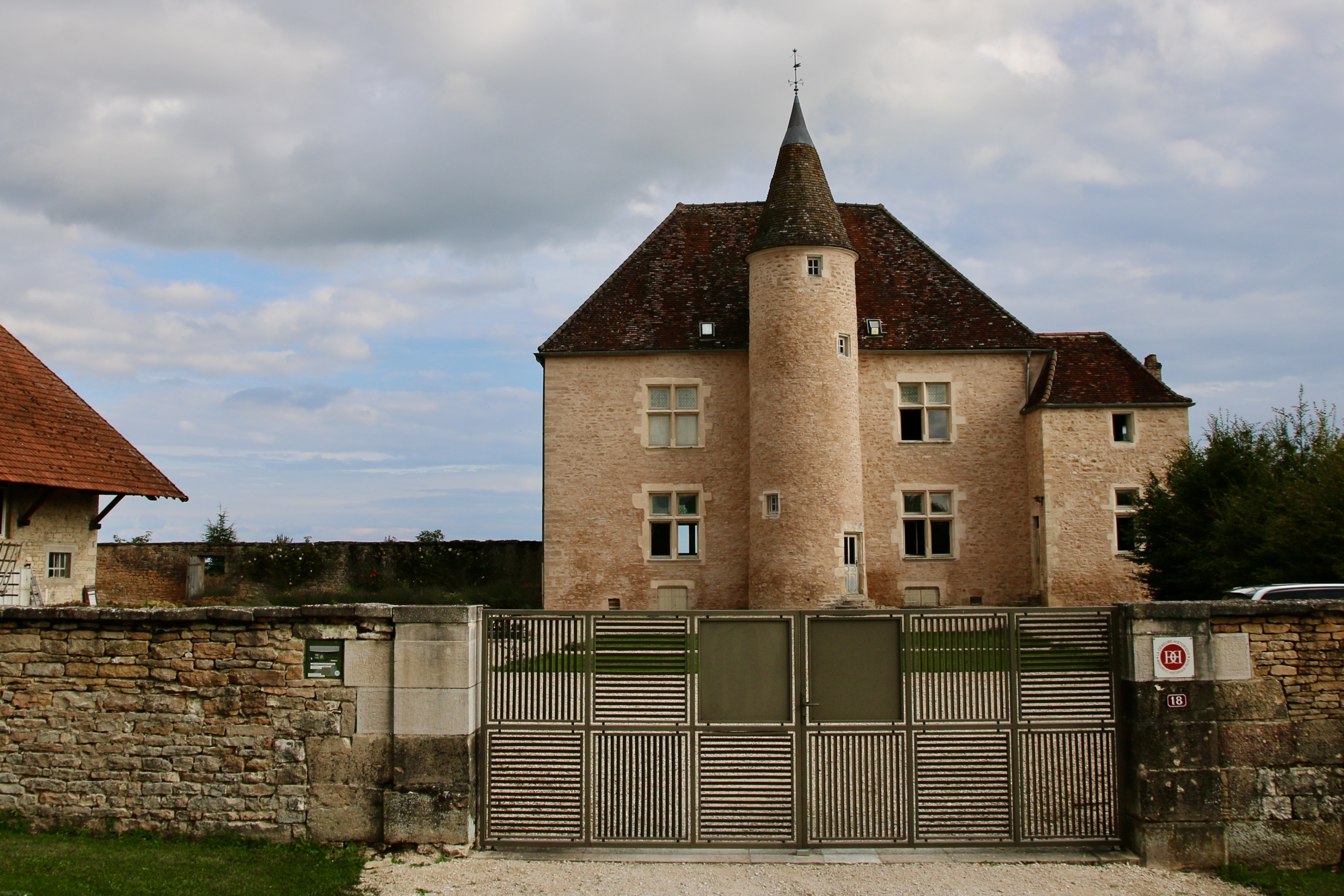
Manoir de Moux
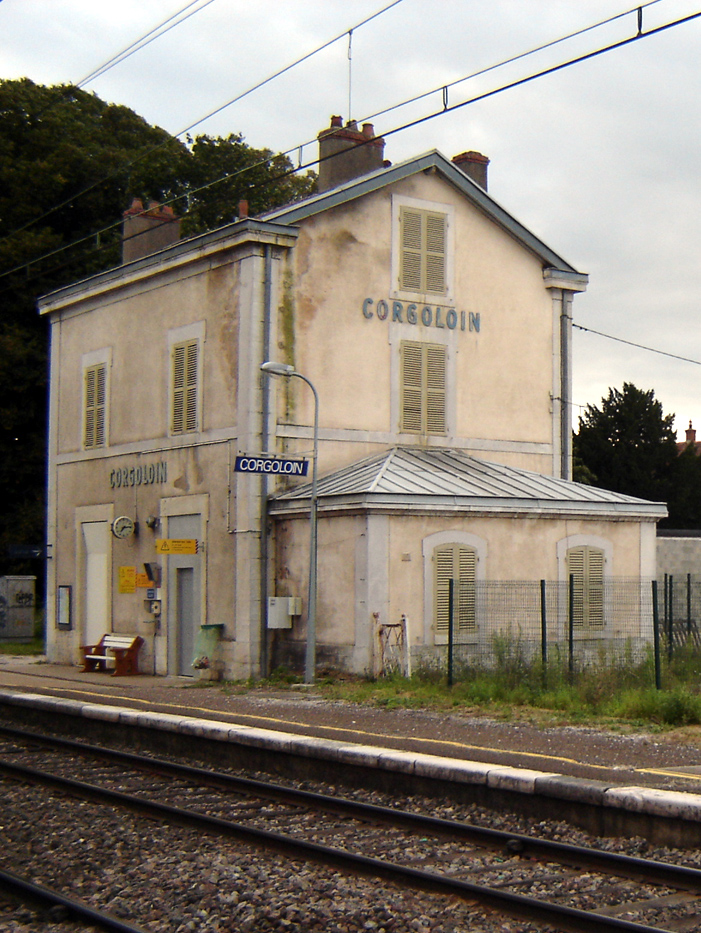
Bahnhof
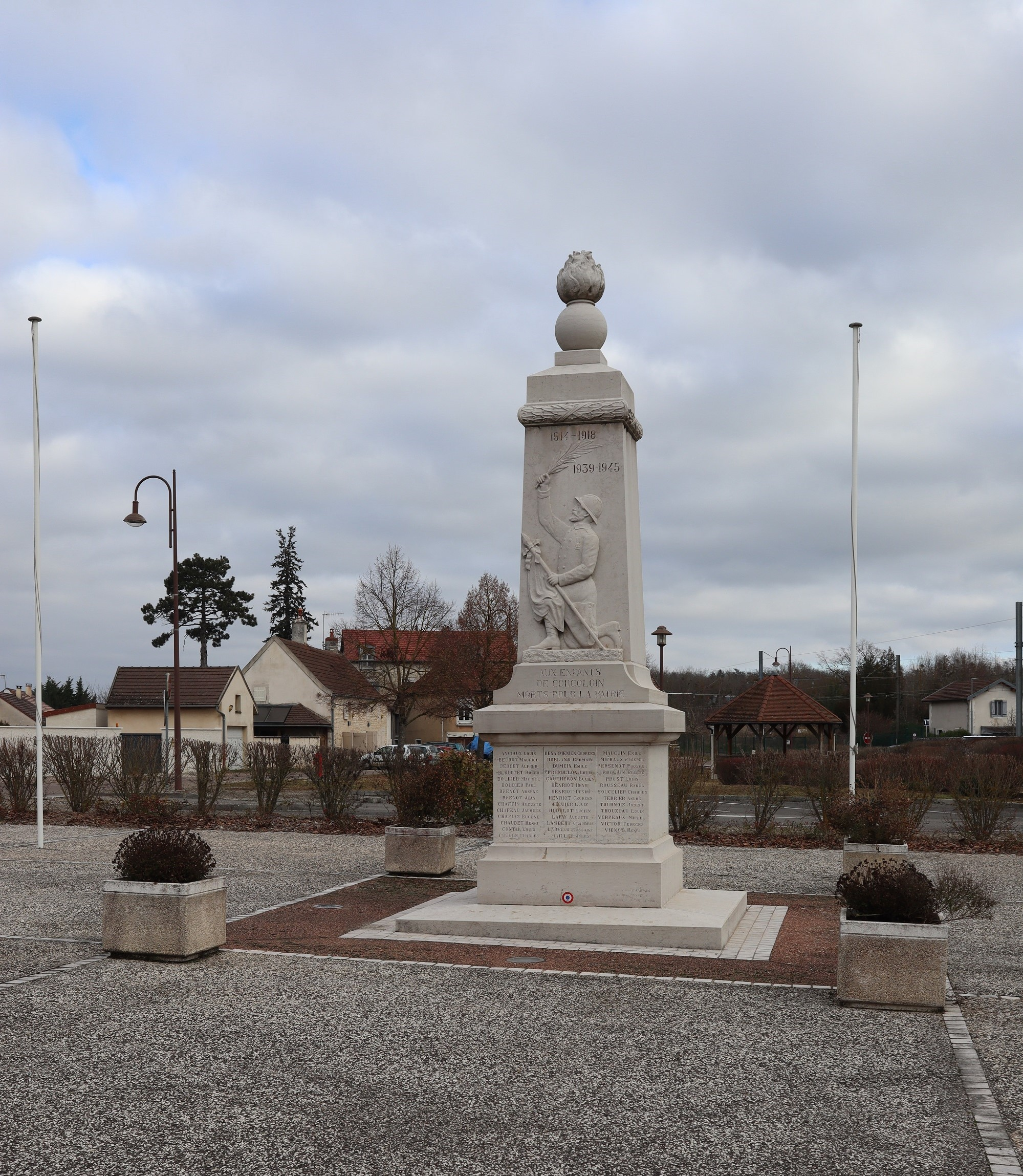
Gefallenendenkmal

## Wirtschaft
Corgoloin gehört zur Côte de Nuits, wo der Wein Appellation Côtes de Nuits-Villages hergestellt wird. 2011 fand hier das Fest Saint-Vincent tournante statt. Wichtige Erwerbszweige der Corgolinois sind, neben dem Weinbau, Aquakultur und Ackerbau.